# جورج سوندرز (كاتب)
جورج سوندرز (بالإنجليزية: George Saunders) (و. 1958  م) هو مترجم، وكاتب مقالات، ومدرس، وبروفيسور، وصحفي، وناثر، وكاتب أمريكي، ولد في أماريلو، وهو عضوٌ في الأكاديمية الأمريكية للفنون والعلوم.

## التعليم
تعلم في جامعة سيراكيوز، وجامعة كولورادو للمعادن.

## جوائز وترشيحات
حصل على جوائز منها:
- جائزة هارتلاند [الإنجليزية]‏ (2018)
- The Writers' Prize [الإنجليزية]‏ (2014)
- زمالة ماك آرثر (سبتمبر 2006)[11]
- World Fantasy Award—Short Fiction [الإنجليزية]‏ (2006)
- جائزة بن/مالامود
- زمالة غوغنهايم.

ترشح لـ:
- الجائزة الوطنية للكتاب عن فئة الخيال  [لغات أخرى]‏، عن عمل: Tenth of December: Stories [الإنجليزية]‏ (2013)
- جائزة القصة [الإنجليزية]‏، عن عمل: In Persuasion Nation [الإنجليزية]‏ (2006)
- World Fantasy Award—Short Fiction [الإنجليزية]‏ (2006).

## روابط خارجية
- جورج سوندرز على موقع IMDb (الإنجليزية)
- جورج سوندرز على موقع مونزينجر (الألمانية)
- جورج سوندرز على موقع ميوزك برينز (الإنجليزية)
- جورج سوندرز على موقع إن إن دي بي (الإنجليزية)
- جورج سوندرز على موقع قاعدة بيانات الفيلم (الإنجليزية)